# 李民英 (廣州)
李民英（20世纪—），男，南方都市报创办人及前主编，南方日报报业集团社委会委员，调研员。

## 生平
2003年－2004年卷入南方都市报案中。
2004年3月5日，广州市东山区人民法院审理李民英涉嫌受贿案。
2004年3月19日，东山区人民法院一审判定李民英犯受贿执行有期徒刑11年，并处没收财产10万元；没收其违法所得的97万元，上缴国库。李民英与同案的喻华峰提出上诉。
2004年6月15日，广东省广州市中级人民法院二审裁定有期徒刑六年。
2007年2月12日，李民英提前一年出狱。